# Copa Tigre 2004
La Copa Tigre 2004 fue la quinta edición del Campeonato de Fútbol de la ASEAN, se realizó entre el 7 de diciembre de 2004 y el 16 de enero de 2005, en los países de Malasia y Vietnam.
En esta edición participaron diez selecciones integrantes de la ASEAN (naciones del Sudeste Asiático) por aquel entonces, a saber Indonesia, Vietnam, Birmania, Laos, Camboya, Tailandia, Malasia, Singapur, Filipinas y Timor Oriental.
El torneo se celebró con los diez equipos divididos en dos grupos de cinco selecciones, con sistema de liga a partido único, los dos primeros de cada grupo disputarían las semifinales del torneo.

## Estadios sedes
| Hanoi                    | Ho Chi Minh City    | Hai Phong                    | Jakarta                   |
| ------------------------ | ------------------- | ---------------------------- | ------------------------- |
| Mỹ Đình National Stadium | Thống Nhất Stadium  | Lạch Tray Stadium            | Gelora Bung Karno Stadium |
| Capacidad: 40,192        | Capacidad: 15,000   | Capacidad: 32,000            | Capacidad: 110,000        |
|                          |                     |                              |                           |
| Singapur                 | Singapur            | Kuala Lumpur                 | Kuala Lumpur              |
| National Stadium         | Jalan Besar Stadium | Bukit Jalil National Stadium | KLFA Stadium              |
| Capacidad: 55,000        | Capacidad: 6,000    | Capacidad: 100,000           | Capacidad: 18,000         |
|                          |                     |                              |                           |

## Primera Fase

### Grupo A
| Equipo    | PJ | PG | PE | PP | GF | GC | Dif | Pts |
| --------- | -- | -- | -- | -- | -- | -- | --- | --- |
| Indonesia | 4  | 3  | 1  | 0  | 17 | 0  | +17 | 10  |
| Singapur  | 4  | 2  | 2  | 0  | 10 | 3  | +7  | 8   |
| Vietnam   | 4  | 2  | 1  | 1  | 13 | 5  | +8  | 7   |
| Laos      | 4  | 1  | 0  | 3  | 4  | 16 | –12 | 3   |
| Camboya   | 4  | 0  | 0  | 4  | 2  | 22 | –20 | 0   |

| 7 de diciembre de 2004, 17:00 | Laos | 0 – 6 | Indonesia                                               | Estadio Thống Nhất, Ciudad Ho Chi Minh   |                                          |
|                               |      |       | Boaz 25' 52' · Ilham 28' 33' · Elie 60' · Kurniawan 86' | Árbitro(s): Rungklay Mongkol (Tailandia) | Árbitro(s): Rungklay Mongkol (Tailandia) |

| 7 de diciembre de 2004, 19:30 | Vietnam             | 1 – 1 | Singapur  | Estadio Thống Nhất, Ciudad Ho Chi Minh |                                |
|                               | Thạch Bảo Khanh 51' |       | Indra 70' | Árbitro(s): Sun Baojie (China)         | Árbitro(s): Sun Baojie (China) |

| 9 de diciembre de 2004, 17:00 | Vietnam | 9 – 1 | Camboya       | Estadio Thống Nhất, Ho Chi Minh City       |                                            |
|                               | Thạch Bảo Khanh 9' 23' · Lê Công Vinh 57' 87' 89' · Sampratna 63' (o.g.) · Đặng Văn Thành 71' 83' · Nguyễn Huy Hoàng 77' |       | Sokunthea 44' | Árbitro(s): Ahmad Khalidi Supian (Malasia) | Árbitro(s): Ahmad Khalidi Supian (Malasia) |

| 9 de diciembre de 2004, 19:30 | Indonesia | 0 – 0 | Singapur | Estadio Thống Nhất, Ho Chi Minh City       |  |
|                               |           |       |          | Árbitro(s): Kwon Jong-Chul (Corea del Sur) |  |

| 11 de diciembre de 2004, 17:00 | Laos                | 2 – 1 | Camboya    | Estadio Nacional Mỹ Đình, Hanói             |                                             |
|                                | Luang-Amath 63' 73' |       | Darith 27' | Árbitro(s): Kwon Jong-Chul (Korea Republic) | Árbitro(s): Kwon Jong-Chul (Korea Republic) |

| 11 de diciembre de 2004, 19:30 | Vietnam | 0 – 3 | Indonesia                           | Estadio Nacional Mỹ Đình, Hanói           |                                           |
|                                |         |       | Muhammad 18' · Boaz 21' · Ilham 45' | Árbitro(s): Abdulhameed Ebrahim (Bahrain) | Árbitro(s): Abdulhameed Ebrahim (Bahrain) |

| 13 de diciembre de 2004, 17:00 | Singapur                                                             | 6 – 2 | Laos                                      | Estadio Nacional Mỹ Đình, Hanói             |                                             |
|                                | Hasrin 7' · Indra 19' 74' · Thongphachan 39' (o.g.) · Casmir 45' 92' |       | Phaphouvanin 22' · Luang-Amath 72' (pen.) | Árbitro(s): Ahmad Khalidi Supian (Malaysia) | Árbitro(s): Ahmad Khalidi Supian (Malaysia) |

| 13 de diciembre de 2004, 19:30 | Indonesia                                                         | 8 – 0 | Camboya | Estadio Nacional Mỹ Đình, Hanói |                                |
|                                | Ilham 5' 48' 56' · Elie 30' 55' · Kurniawan 74' 76' · Ortizan 90' |       |         | Árbitro(s): Sun Baojie (China)  | Árbitro(s): Sun Baojie (China) |

| 15 de diciembre de 2004, 18:00 | Vietnam                                                         | 3 – 0 | Laos | Estadio Nacional Mỹ Đình, Hanói          |                                          |
|                                | Lê Công Vinh 10' · Nguyễn Minh Phương 42' · Thạch Bảo Khanh 75' |       |      | Árbitro(s): Rungklay Mongkol (Tailandia) | Árbitro(s): Rungklay Mongkol (Tailandia) |

| 15 de diciembre de 2004, 18:00 | Camboya | 0 – 3 | Singapur                                 | Estadio Lạch Tray, Hai Phong              |                                           |
|                                |         |       | Dickson 20' · Baihakki 26' · Khairul 54' | Árbitro(s): Abdulhameed Ebrahim (Bahrain) | Árbitro(s): Abdulhameed Ebrahim (Bahrain) |

### Grupo B
| Equipo         | PJ | PG | PE | PP | GF | GC | Dif | Pts |
| -------------- | -- | -- | -- | -- | -- | -- | --- | --- |
| Birmania       | 4  | 3  | 1  | 0  | 6  | 2  | +4  | 10  |
| Malasia        | 4  | 3  | 0  | 1  | 11 | 3  | +8  | 9   |
| Tailandia      | 4  | 2  | 1  | 1  | 13 | 4  | +9  | 7   |
| Filipinas      | 4  | 1  | 0  | 3  | 4  | 9  | –5  | 3   |
| Timor Oriental | 4  | 0  | 0  | 4  | 2  | 18 | –16 | 0   |

| 8 de diciembre de 2004, 18:00 | Filipinas | 0 – 1 | Birmania          | Estadio Nacional Bukit Jalil, Kuala Lumpur |                                   |
|                               |           |       | S. D. Thien 90+2' | Árbitro(s): Vo Minh Tri (Vietnam)          | Árbitro(s): Vo Minh Tri (Vietnam) |

| 8 de diciembre de 2004, 20:45 | Malasia                                           | 5 – 0 | Timor Oriental | Estadio Nacional Bukit Jalil, Kuala Lumpur  |                                             |
|                               | Liew 27' · Amri 47' 83' · Fadzli 67' · Shukor 85' |       |                | Árbitro(s): Subash Anthony Lazar (Singapur) | Árbitro(s): Subash Anthony Lazar (Singapur) |

| 10 de diciembre de 2004, 18:00 | Tailandia      | 1 – 1 | Birmania      | Estadio Nacional Bukit Jalil, Kuala Lumpur |                                  |
|                                | T. Chaiman 14' |       | Z. L. Tun 89' | Árbitro(s): Masoud Moradi (Irán)           | Árbitro(s): Masoud Moradi (Irán) |

| 10 de diciembre de 2004, 20:45 | Malasia                                     | 4 – 1 | Filipinas   | Estadio Nacional Bukit Jalil, Kuala Lumpur |                                          |
|                                | Liew 17' · Khalid 67' 77' · Kaironnisam 74' |       | Gould 90+3' | Árbitro(s): Jimmy Napitupulu (Indonesia)   | Árbitro(s): Jimmy Napitupulu (Indonesia) |

| 12 de diciembre de 2004, 18:00 | Timor Oriental | 0 – 8 | Tailandia | Estadio Nacional Bukit Jalil, Kuala Lumpur |                                   |
|                                |                |       | B. Yodyingyong 17' · S. Domtaisong 41' · W. Jitkuntod 53' · T. Chaiman 59' · S. Chaikamdee 63' 65' 67' · Y. Kornjan 84' | Árbitro(s): Vo Minh Tri (Vietnam)          | Árbitro(s): Vo Minh Tri (Vietnam) |

| 12 de diciembre de 2004, 20:45 | Malasia | 0 – 1 | Birmania      | Estadio Nacional Bukit Jalil, Kuala Lumpur |                                          |
|                                |         |       | S. M. Min 20' | Árbitro(s): Hsu Chao-Lo (Chinese Taipei)   | Árbitro(s): Hsu Chao-Lo (Chinese Taipei) |

| 14 de diciembre de 2004, 18:00 | Filipinas             | 2 – 1 | Timor Oriental | Estadio Nacional Bukit Jalil, Kuala Lumpur |                                          |
|                                | Caligdong 90+1' 90+3' |       | do Rego 59'    | Árbitro(s): Jimmy Napitupulu (Indonesia)   | Árbitro(s): Jimmy Napitupulu (Indonesia) |

| 14 de diciembre de 2004, 20:45 | Malasia        | 2 – 1 | Tailandia         | Estadio Nacional Bukit Jalil, Kuala Lumpur |                                  |
|                                | Khalid 63' 65' |       | S. Chaikamdee 45' | Árbitro(s): Masoud Moradi (Irán)           | Árbitro(s): Masoud Moradi (Irán) |

| 16 de diciembre de 2004, 18:00 | Birmania                                              | 3 – 1 | Timor Oriental        | Estadio Nacional Bukit Jalil, Kuala Lumpur |                                          |
|                                | S. M. Min 4' (pen.) · S. D. Thein 43' · M. H. Win 51' |       | Diamantino 15' (pen.) | Árbitro(s): Hsu Chao-Lo (Chinese Taipei)   | Árbitro(s): Hsu Chao-Lo (Chinese Taipei) |

| 16 de diciembre de 2004, 18:00 | Tailandia                                          | 3 – 1 | Filipinas     | Estadio KLFA, Kuala Lumpur                  |                                             |
|                                | I. Poolsap 42' · S. Sainui 56' · S. Domtaisong 89' |       | Caligdong 27' | Árbitro(s): Subash Anthony Lazar (Singapur) | Árbitro(s): Subash Anthony Lazar (Singapur) |

## Segunda Fase
|  | Semifinales | Semifinales | Semifinales | Semifinales | Semifinales |   |    | Final     | Final | Final | Final | Final |
|  |             |             |             |             |             |   |    |           |       |       |       |       |
|  | A1          | Indonesia   | 1           | 4           | 5           |   |    |           |       |       |       |       |
|  | B2          | Malasia     | 2           | 1           | 3           |   |    |           |       |       |       |       |
|  |             |             |             |             |             |   | A1 | Indonesia | 1     | 1     | 2     |       |
|  |             | A2          | Singapur    | 3           | 2           | 5 |    |           |       |       |       |       |
|  | B1          | Birmania    | 3           | 2           | 5           |   |    |           |       |       |       |       |
|  | A2          | Singapur    | 4           | 4           | 8           |   |    |           |       |       |       |       |

### Semifinales
| 29 de diciembre de 2004, 19:45 | Indonesia    | 1 – 2 | Malasia      | Estadio Gelora Bung Karno, Yakarta       |                                          |
|                                | Kurniawan 6' |       | Liew 28' 47' | Árbitro(s): Ravshan Irmatov (Uzbekistán) | Árbitro(s): Ravshan Irmatov (Uzbekistán) |

| 3 de enero de 2005, 20:00 | Malasia    | 1 – 4 (Global 3 - 5) | Indonesia                                         | Estadio Nacional Bukit Jalil, Kuala Lumpur |                                         |
|                           | Khalid 28' |                      | Kurniawan 59' · Charis 74' · Ilham 77' · Boaz 84' | Árbitro(s): Kunsuta Chaiwat (Tailandia)    | Árbitro(s): Kunsuta Chaiwat (Tailandia) |

| 29 de diciembre de 2004, 19:30 | Birmania                       | 3 – 4 | Singapur                                               | Estadio KLFA, Kuala Lumpur               |                                          |
|                                | S. M. Min 34' 90' · M. Thu 36' |       | Bennett 20' · Casmir 38' · Alam Shah 63' · Shahril 81' | Árbitro(s): Rungklay Mongkol (Tailandia) | Árbitro(s): Rungklay Mongkol (Tailandia) |

| 2 de enero de 2005, 19:30 | Singapur                            | 4 – 2 (t. s.)(Global 8 - 5) | Birmania                      | Estadio Nacional, Singapur        |                                   |
|                           | Alam Shah 74' 94' 96' · Casmir 108' |                             | S. M. Min 15' · A. K. Moe 50' | Árbitro(s): Toru Kamikawa (Japan) | Árbitro(s): Toru Kamikawa (Japan) |

### Tercer lugar
| 15 de enero de 2005, 19:30 | Malasia                 | 2 – 1 | Birmania      | Estadio Jalan Besar, Singapur     |                                   |
|                            | Khalid 15' · Ismail 56' |       | S. M. Min 52' | Árbitro(s): Vo Minh Tri (Vietnam) | Árbitro(s): Vo Minh Tri (Vietnam) |

### Final

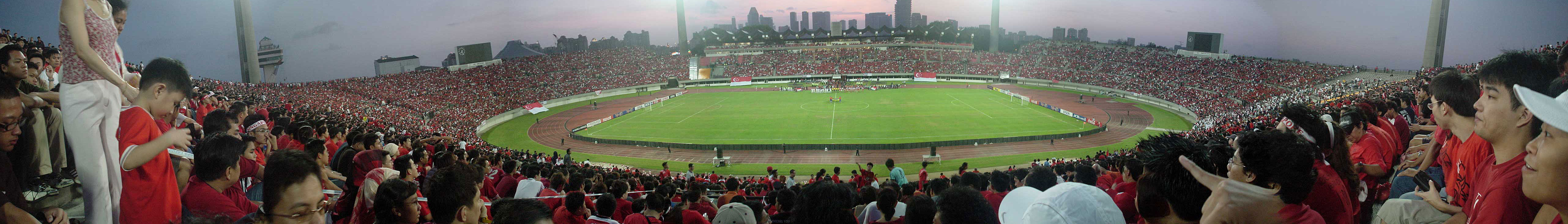
Vista del Estadio Nacional de Singapur antes del comienzo de la final de la Copa Tigre.

| 8 de enero de 2005, 19:45 | Indonesia   | 1 – 3 | Singapur                              | Estadio Gelora Bung Karno, Yakarta          |                                             |
|                           | Mahyadi 90' |       | Bennett 3' · Khairul 39' · Casmir 69' | Árbitro(s): Kwon Jong-Chul (Korea Republic) | Árbitro(s): Kwon Jong-Chul (Korea Republic) |

| 16 de enero de 2005, 19:45 | Singapur                     | 2 – 1 (Global 5 - 2) | Indonesia | Estadio Nacional, Singapur                  |                                             |
|                            | Indra 6' · Casmir 41' (pen.) |                      | Elie 77'  | Árbitro(s): Khalil Al Ghamdi (Saudi Arabia) | Árbitro(s): Khalil Al Ghamdi (Saudi Arabia) |

## Campeón
|                                     |
| Bandera de Singapur                 |
| Campeón invicto Singapur 2.º título |

## Clasificación final
| Equipo | Equipo         | Pts | PJ | PG | PE | PP | GF | GC | Dif |
| ------ | -------------- | --- | -- | -- | -- | -- | -- | -- | --- |
| 1      | Singapur       | 20  | 8  | 6  | 2  | 0  | 23 | 10 | +13 |
| 2      | Indonesia      | 13  | 8  | 4  | 1  | 3  | 24 | 8  | +16 |
| 3      | Birmania       | 10  | 6  | 3  | 1  | 2  | 11 | 10 | +1  |
| 4      | Malasia        | 12  | 6  | 4  | 0  | 2  | 14 | 8  | +6  |
| 5      | Tailandia      | 7   | 4  | 2  | 1  | 1  | 13 | 4  | +9  |
| 6      | Vietnam        | 7   | 4  | 2  | 1  | 1  | 13 | 5  | +8  |
| 7      | Filipinas      | 3   | 4  | 1  | 0  | 3  | 4  | 9  | –5  |
| 8      | Laos           | 3   | 4  | 1  | 0  | 3  | 4  | 16 | –12 |
| 9      | Timor Oriental | 0   | 4  | 0  | 0  | 4  | 2  | 18 | –16 |
| 10     | Camboya        | 0   | 4  | 0  | 0  | 4  | 2  | 22 | –20 |

## Goleadores
7 goles
- Ilham Jaya Kesuma

6 goles
- Muhamad Khalid Jamlus
- Soe Myat Min
- Agu Casmir

5 goles
- Kurniawan Dwi Yulianto

4 goles
- Elie Aiboy
- Liew Kit Kong
- Noh Alam Shah
- Indra Sahdan Daud
- Sarayoot Chaikamdee
- Thạch Bảo Khanh
- Lê Công Vinh

3 goles
- Boaz Solossa
- Chalana Luang-Amath
- Emelio Caligdong

2 goles
- Mohd Amri Yahyah
- San Day Thien
- Daniel Bennett
- Khairul Amri
- Therdsak Chaiman
- Suriya Domtaisong
- Đặng Văn Thành

1 gol
- Hing Darith
- Hang Sokunthea
- Charis Yulianto
- Mahyadi Panggabean
- Muhammad Mauli Lessy
- Ortizan Solossa
- Visay Phaphouvanin
- Mohd Fadzli Saari
- Mohamad Nor Ismail
- Muhamad Kaironnisam Sahabudin Hussain
- Muhammad Shukor Adan
- Aung Kyaw Moe
- Min Thu
- Zaw Lynn Tun
- Myo Hlaing Win
- Chad Gould
- Baihakki Khaizan
- Itimi Dickson
- Hasrin Jailani
- Sharil Ishak
- Weerayut Jitkuntod
- Yuttajak Kornjan
- Ittipol Poolsap
- Sarif Sainui
- Banluesak Yodyingyong
- Januário do Rego
- Simon Diamantino
- Nguyễn Huy Hoàng
- Nguyễn Minh Phương

Autogoles
- Sun Sampratna (ante Vietnam)
- Sengphet Thongphachan (ante Singapur)
- Siththalay Kanyavong (ante Indonesia)